# Chlorek benzoksonium
Chlorek benzoksonium (łac. benzoxonii chloridum) – organiczny związek chemiczny z grupy czwartorzędowych soli amoniowych o silnym działaniu antyseptycznym.

## Spektrum działania
Działa silnie bakteriobójczo na bakterie Gram-dodatnie i Gram-ujemne oraz grzybobójczo i wirusobójczo na wirus grypy, wirus paragrypy, wirus opryszczki pospolitej.
Kationowa budowa leku zapewnia dużą aktywność powierzchniową i znaczną penetrację.

## Wskazania
- ostre zapalenie gardła
- ostre zapalenie krtani
- zapalenie dziąseł
- angina
- afty

## Przeciwwskazania
Nadwrażliwość na czwartorzędowe związki kationowe.

## Działania niepożądane
Możliwe uczucie suchości w jamie ustnej.

## Dawkowanie
Tabletki do ssania i żelki stosuje się co 1–3 godziny, a płyn rano i wieczorem po posiłku. Aerozol stosuje się 3–6 razy dziennie.